# Karen Armstrong
Pour les articles homonymes, voir Armstrong.
Karen Armstrong, née le 14 novembre 1944 à Wildmoor, est une écrivaine britannique spécialisée dans l'histoire des religions.

## Publications

### originales en anglais
- Through the Narrow Gate (1982)
- The First Christian: Saint Paul's Impact on Christianity (1983)
- Beginning the World (1983)
- Tongues of Fire: An Anthology of Religious and Poetic Experience (1985)
- The Gospel According to Woman: Christianity's Creation of the Sex War in the West (1986)
- Holy War: The Crusades and their Impact on Today's World (1988)
- Muhammad: A Biography of the Prophet (1991)
- The English Mystics of the Fourteenth Century (1991)
- The End of Silence: Women and the Priesthood (1993)
- A History of God (1993) aperçu sur Google Livres
- Jerusalem: One City, Three Faiths (1996)
- In the Beginning: A New Interpretation of Genesis (1996)
- Islam: A Short History (2000)
- The Battle for God: Fundamentalism in Judaism, Christianity and Islam (2000)
- Buddha (2001)
- Faith After 11 September (2002)
- The Spiral Staircase (2004)
- A Short History of Myth (2005)
- Muhammad: A Prophet For Our Time (2006)
- The Great Transformation: The Beginning of Our Religious Traditions (2006)  (ISBN 978-0-375-41317-9)
- The Bible: A Biography (2007)
- The Case for God (2009) Vintage  (ISBN 978-0-307-26918-8)
- Twelve Steps to a Compassionate Life (2010)  (ISBN 978-0-307-59559-1)
- A Letter to Pakistan (2011) Oxford University Press  (ISBN 978-0-19-906330-7)
- Fields of Blood: Religion and the History of Violence (2014) Bodley Head  (ISBN 9781847921864)

### traductions en français
- Histoire de Dieu : d'Abraham à nos jours [« A History of God »], Seuil, 1997, 512 p. (ISBN 978-2-02-022002-6)
- Une brève histoire des mythes [« A Short History of Myth »], Flammarion, 2005, 140 p. (ISBN 978-2-08-068592-6)
- Le combat pour Dieu : Une histoire du fondamentalisme juif, chrétien et musulman (1492-2001) [« The Battle for God: Fundamentalism in Judaism, Christianity and Islam »], Seuil, 2005, 615 p. (ISBN 978-2-02-058862-1)
- La Bible : Toute une histoire [« The Bible: A Biography »] (trad. de l'anglais), Montrouge, Bayard, 2009, 264 p. (ISBN 978-2-227-47762-9)
- Compassion : Manifeste révolutionnaire pour un monde meilleur [« Twelve Steps to a Compassionate Life »] (trad. de l'anglais), Paris, Belfond, 2013, 279 p. (ISBN 978-2-7144-5111-8)